# Bessamorel
Bessamorel település Franciaországban, Haute-Loire megyében. Lakosainak száma 448 fő (2022. január 1.). Bessamorel Le Pertuis, Saint-Julien-du-Pinet és Yssingeaux községekkel határos.

## Népesség
A település népességének változása:
| Lakosok száma | 239  | 262  | 275  | 392  | 415  | 431  | 458  | 472  | 480  | 448  |
|               | 1968 | 1982 | 1990 | 2006 | 2013 | 2015 | 2017 | 2019 | 2020 | 2022 |